# Charles Dudley (attore)
Charles Dudley, nato Charles Dudley Heaslip (Fort Grant, 10 ottobre 1883 – Woodland Hills (Los Angeles), 9 marzo 1952), è stato un attore e truccatore statunitense.

## Biografia
Morì a Woodland Hills il 9 marzo 1952 all'età di 68 anni.

## Filmografia
La filmografia - basata su IMDb - è completa.

### Attore
- An Indian Nemesis - cortometraggio (1913)
- The Power of Print, regia di Charles Dudley - cortometraggio (1914)
- All on Account of Polly (1914)
- Won by a Nose (1914)
- The Unexpected (1914)
- Abide with Me, regia di William Wolbert (1914)
- Nerve (1914)
- Gypsy Love (film 1914 Otto), regia di Henry Otto (1914)
- The Rat (1914)
- The Will o' the Wisp, regia di Henry Otto (1914)
- The Vow (1914)
- The Test of Manhood, regia di Bertram Bracken (1914)
- The Manicure Girl (1914)
- Cupid in a Hospital, regia di Henry Lehrman - cortometraggio (1915)
- Who Pays?, regia di Harry Harvey, H.M. Horkheimer e Henry King - serial (1915)
- Flirtatious Lizzie - cortometraggio (1915)
- Desperate Dud, the Plumber - cortometraggio (1915)
- The Tale of a Hat - cortometraggio (1915)
- Ima Simp, Detective (1915)
- When Justice Sleeps, regia di Harry Harvey (1915)
- Beulah, regia di Bertram Bracken (1915)
- Letters Entangled - cortometraggio (1915)
- Neal of the Navy
- The Shrine of Happiness, regia di Bertram Bracken (1916)
- Mismates, regia di Bertram Bracken (1916)
- The Home Breakers, regia di Bertram Bracken (1916)
- The Spell of the Knife
- Child of Fortune
- The Stained Pearl
- Pay Dirt, regia di Henry King (1916)
- The Mysterious Cipher, regia di J. Gunnis Davis (come James Davis) (1916)
- The Crooked Road
- The Grip of Evil, regia di W.A.S. Douglas e Harry Harvey (1916)
- The Sand Lark, regia di E.D. Horkheimer e H.M. Horkheimer (1916)
- The Better Woman
- Crooked Road
- The Sultana, regia di Sherwood MacDonald (1916)
- Boots and Saddles (1916)
- A Job for Life
- Sold at Auction, regia di Sherwood MacDonald (1917)
- The Devil's Bait, regia di Harry Harvey (1917)
- The Yellow Bullet, regia di Harry Harvey - mediometraggio (1917)
- Il garzone di macelleria
- A Bit of Kindling
- The Secret of Black Mountain, regia di Otto Hoffman (1917)
- Il fattorino
- Chiaro di luna (Moonshine), regia di Roscoe 'Fatty' Arbuckle - cortometraggio (1918)
- Miss Mischief Maker
- The Midnight Burglar
- Petticoats and Politics
- Roaring Lions on the Midnight Express, regia di Henry Lehrman (1918)
- Little Miss Grown-Up
- Whatever the Cost, regia di Robert Ensminger (1918)
- A Jungle Gentleman, regia di Fred C. Fishback (1919)
- Hidden Dangers
- Fighting Fate, regia di William Duncan - serial (1921)
- Where Men Are Men, regia di William Duncan (1921)
- Breaking Through, regia di Robert Ensminger (1921)
- Steelheart
- No Defense, regia di William Duncan (1921)
- The Silent Vow
- The Purple Riders
- A Girl's Desire
- When Danger Smiles
- The Fighting Guide
- Oh! Nursie!, regia di Albert Herman (come Al Herman) (1923)
- Wide Open Spaces, regia di George Jeske (1924)
- Rip Van Winkle, regia di Bryan Foy (1924)

### Regista
- The Power of Print (1914)